# Муссолон, Анхель
Анхель Муссолон (исп. Angel Muzzolón SDB, 25 февраля 1898 года, Пеньяроль, Уругвай — 27 октября 1984 года, Парагвай) — католический прелат, епископ апостольского викариата Чако-Парагвайо с 25 февраля 1898 года по 6 марта 1969 год. Член монашеской конгрегации салезианцев.

## Биография
Родился 25 февраля 1898 года в населённом пункте Пеньярол, Уругвай. 12 июня 1925 года был рукоположён в священника в монашеской конгрегации салезианцев.
11 марта 1948 года Римский папа Пий XII учредил апостольский викариат Чако-Парагвайо и назначил Анхеля Муссолона титулярным епископом Тириэума иординарием этой церковной структуры. 23 мая 1948 года состоялось рукоположение в епископа, которое совершил апостольский нунций в Парагвае и титулярный архиепископ Херсонеса Зихийского Альберт Левам в сослужении c Консепсьона и Чако Эмилио Сосой Гаоной и епископом Вьедмы Николасом Эсанди.
Участвовал в работе Второго Ватиканского Собора.
6 марта 1969 года подал в отставку. Скончался 27 октября 1984 года.